# Dieudonné Datonou
Dieudonné Datonou (ur. 3 marca 1962 w Dékanmè) – beniński duchowny katolicki, arcybiskup, nuncjusz apostolski w Burundi.

## Życiorys
Święcenia kapłańskie otrzymał 7 grudnia 1989 i został inkardynowany do archidiecezji Kotonu. W 1991 rozpoczął przygotowanie do służby dyplomatycznej na Papieskiej Akademii Kościelnej. W 1995 rozpoczął służbę w dyplomacji watykańskiej pracując jako sekretarz nuncjatury w Angoli (1995–1998). Następnie w latach 1998–2001 był pracownikiem nuncjatury w Ekwadorze, Kamerunie (2001–2004), Iranie (2004–2006), Indiach (2006–2009) oraz Salwadorze (2009–2014). W latach 2014–2020 był pracownikiem Sekretariatu Stanu, pełniąc funkcję organizatora podróży apostolskich.
12 września 2021 papież Franciszek podczas podróży na Węgry ogłosił, że mianował go arcybiskupem. 7 października 2021 został mianowany nuncjuszem apostolskim w Burundi oraz arcybiskupem tytularnym Vico Equense. Sakry biskupiej udzielił mu 20 listopada 2021 Sekretarz Stanu kardynał Pietro Parolin.